# Regolamento (UE) 2017/746
Il Regolamento relativo ai Dispositivi Medico-Diagnostici in Vitro in inglese In Vitro Diagnostic Medical Device (IVDR), ufficialmente regolamento (UE) n. 2017/746 in sigla IVDR è un regolamento dell'Unione europea in materia di dispositivi medico-diagnostici in vitro.

## Riepilogo
la data entro la quale il Regolamento aveva piena attuazione sostituendo la precedente direttiva è stata definita al 26 maggio 2022.

## Contenuto
Il Regolamento UE 2017/746 è composto da 10 capitoli "Capi", da 113 Articoli e da 15 Allegati.
La suddisivione nelle classi di rischio è stata completamente modificata rispetto alla precedente Direttiva con le seguenti classificazioni:
- Classe A
- Classe B
- Classe C
- Classe D

Per le Classi B, C e D è necessario ottenere il Certificato CE da parte di un Organismo notificato, emettere la Dichiarazione di conformità CE, e quindi registrare il prodotto presso l'Autorità Competente (in Italia il Ministero della salute) ed a seguito di questo processo autorizzativo, immetterlo sul mercato.
Per la Classe A dopo aver emesso la Dichiarazione di conformità CE è sufficiente registrare il prodotto presso l'Autorità Competente ed immetterlo sul mercato

### Ambito
Il regolamento abroga la Direttiva CEE 98/79 e la decisione 2010/227/UE della Commissione Europea.